# Мартемьянов, Сергей Борисович
Сергей Борисович Мартемьянов (род. 28 сентября 1955 года) — российский театральный артист, ведущий актёр Астраханского театра юного зрителя. Народный артист Российской Федерации (2007).

## Биография
Первые шаги в театральном искусстве делал в Доме культуры АстраГРЭС. В 1974 году окончил театральное отделение Астраханского музыкального училища (актерская студия Юрия Кочеткова). По окончании училища был принят в труппу Астраханского театра юного зрителя. В этом театре играл ещё в студенческие годы, исполнив главные роли в спектаклях «Остров сокровищ» по Р. Л. Стивенсону и «Весенние перевертыши» по В. Ф. Тендрякову. В дальнейшем продолжил работу в качестве ведущего актёра, сыграв Платова в спектакле «Левша» по Н. С. Лескову, Салтана в «Сказке о царе Салтане» по А. С. Пушкину, Петручо в спектакле «Укрощение строптивой» по пьесе У. Шекспира, Монтекки в спектакле «Чума на оба ваши дома» по пьесе Г. И. Горина, Господина Журден в спектакле «Мещанине во дворянстве» Мольера.
Другим направлением театральной деятельности Мартемьянова стала режиссёрская работа. В качестве режиссёра он поставил спектакли «Ковбойская история», «Страсти по Торчалову», «Конек-Горбунок», «Малыш и Карлсон, который живёт на крыше», а также спектакль «Исчезновение принцессы Фефёлы III» по мотивам современных сказок, которым открылась Малая сцена Астраханского ТЮЗа.
В 1990-е годы Мартемьяновым при Астраханском ТЮЗе создана клоун-мим-группу «Чао!», участвовавшая в 1993 году в Первом Фестивале театральных капустников «Веселая Коза» и завоевавшая на нём первое место. В группе Мартемьянов выступил не только как руководитель, но и как автор юмористических миниатюр.
В качестве преподавателя работает на актерском отделении Астраханского колледжа культуры и искусств и актерском отделении Астраханской государственной консерватории.

## Награды и премии
- 1993 — Заслуженный артист Российской Федерации[8].
- 2007 — Народный артист Российской Федерации[2].
- Лауреат Астраханской театральной премии имени Лины Самборской[1].
- Знак «За отличную работу» Министерства культуры СССР[1].
- Почетная грамота Губернатора Астраханской области[1].